# Classe Rybak
Le unità appartenenti alla classe Rybak (progetto 1338 Nel'ma secondo la classificazione russa) erano dragamine, che prestarono servizio nella marina sovietica. Non risultano più esemplari operativi dalla prima metà degli anni ottanta.